# دیوید پترسون (دانشمند رایانه)
دیوید پَترسون (انگلیسی: David Patterson؛ زادهٔ ۱۶ نوامبر ۱۹۴۷) یک دانشمند رایانه و استاد علوم رایانه در دانشگاه کالیفرنیا، برکلی، اهل ایالات متحده آمریکا است. او پس از نزدیک به چهل سال خدمت در سال ۲۰۱۶ اعلام بازنشستگی کرد و به یک مهندس نرم‌افزار برجسته در گوگل تبدیل شد. او در حال حاضر نایب رئیس هیئت مدیره بنیاد ریسک پنج است.
پترسون به دلیل مشارکت‌های پیشگامانه خود در طراحی رایانه کم دستور مجموعه دستورالعمل‌های کاهش یافته (RISC)، با ابداع اصطلاح RISC و رهبری پروژه برکلی ریسک مورد توجه قرار گرفته‌است. از سال ۲۰۱۸، ۹۹٪ از تمام تراشه‌های جدید از معماری RISC استفاده می‌کنند. او همچنین به دلیل رهبری تحقیقات روی آرایه چندگانه دیسک‌های مستقل (RAID) با رندی کاتز مورد توجه قرار گرفته‌است.
او در سال ۲۰۱۷ به همراه جان هنسی (مؤسس شرکت MIPS)، جایزه تورینگ را برای کار مشترکشان در توسعه‌دادن معماری کامپیوتر کم‌دستور (ریسک/RISC) دریافت کردند.